# Огнєн Вальїч
Огнєн Вальїч (босн. Ognjen Valjić, 20 вересня 1980, Баня-Лука) — боснійський футбольний арбітр, арбітр ФІФА з 2011 року.